# 사람T세포림프친화바이러스 1형
사람T세포림프친화바이러스 1형(Human T-cell lymphotropic virus type 1, HTLV-I)는 사람T세포림프친화바이러스족에 속하는 레트로바이러스의 일종으로, 성인T세포백혈병(ATL), HTLV-I 연관 골수증, 포도막염, 분선충 감염병 등 다양한 병증과 연관되어 있는 것으로 보인다. HTLV-I 감염자의 약 1~5%가 암에 걸린다.
ATL은 1977년 일본에서 처음 발견되었다. ATL의 증상은 당시 알려진 다른 림프종과 차이가 있었으며, ATLV라는 레트로바이러스의 감염에 의해 발생한다는 가설이 세워졌다. 놀랍게도 ATLV는 인 비트로(in vitro)에서도 형질전환 활동을 보였다. 이러한 연구들을 통해 레트로바이러스 감염이 ATL의 원인임이 입증되었다. 이후의 연구들이 ATLV가 미국 암연구소에서 최초로 발견된 HTLV와 동일하다는것을 증명함으로써, 현재 ATLV는 HTLV-I라 불린다. 다른 레트로바이러스와 마찬가지로 평생동안 병증이 나타나는 것으로 보인다. 혈청에서 HTLV-I에 대한 항체를 검출하는 방식으로 진단할 수 있다.

## 바이러스학
바이러스의 유전체는 RNA로, 정이십면체 캡시드로 포장된 상태로 포장되어 바이러스 외피 내부에 존재한다. 숙주에서 기인한 지질막을 외피로 가지고 있으나, 외피에 별도의 단백질은 존재하지 않는것으로 드러났다. 비리온은 100nm의 직경을 가진다.
7개의 HTLV-1 유전자형이 알려져 있는데, 각각 HTLV-1a ~ HTLV-1g라 부른다. 전세계적으로 1천만에서 2천만명 사이의 사람들이 감염된 것으로 추정되는데, 아프리카에서만 3백만 ~ 8백만 명이 감염된 것으로 보인다. 가장 널리 퍼져있는 유전자형은 A형으로, B형, D형, E형, F형, G형은 중앙아프리카에서만 나타난다. C형은 아시아에서만 나타난다. 유인원(simian) HTLV-1 유전자형은 사람에게서도 발견되는 등 종간 전염이 빈번하게 나타난다는 근거는 많다. 유인원에게 감염된 사례가 관측되지 않은 유일한 유전자형은 A형이다. 유전자형 B, D, E, F, G는 약 3만년 전에 아프리카의 유인원T세포림프친화바이러스(STLV)에서 분기된 것으로 여겨지며, 유전자형 C는 인도네시아에서 별도로 자생하던 STLV에서 독립적으로 분기된 것으로 여겨진다. 일본에서 대륙 횡단 부분군과 일본 부분군의 두 가지 아형이 발견된다.

## 역학
일본의 유병률이 전체 인구의 10% 이상으로 가장 높은데, 그 이유는 알려지지 않았다. 이란, 대만, 그리고 대만과 가까운 중국 푸젠성에서는 0.1 ~ 1%의 유병률을 보이고 있다. 유전자형 C가 우세한 파푸아뉴기니, 솔로몬 제도, 바누아투 등지에서는 감염률이 1% 안팎이다. 유럽에서는 이민자와 정맥주사를 맞은 사람 등 일부 고위험 집단에서 HTLV-1이 종종 발견되기는 하지만, 드물게 나타난다. 아메리카에서는 원주민과 흑인들에게서 발견된다. 일반적으로 유병률은 0.1 ~ 1%이다. 아프리카의 유병률은 잘 알려져 있지 않지만, 일부 국가에서는 1% 정도로 알려져 있다.

## 전염
3가지 경로를 통해 주로 전염된다. 감염된 어머니가 아이에게 바이러스를 전염시키는 현상인 수직 전염이 가장 흔하다. 그러나 혈장에는 바이러스가 존재하지 않기 때문에, 태아가 자궁에 있는 동안이 아닌 모유 수유를 통해 주로 전염된다. 실제로 감염된 모유를 섭취한 영아의 25%가 감염되는 반면, 감염된 산모에게서 태어났지만 모유를 먹이지 않은 영아의 경우 5% 미만의 유병률을 보인다.
그 다음으로 흔한 전염경로는 성적 경로이다. 남성이 여성에게 전파하는 경우가 여성이 남성에게 전파하는 경우보다 높다. 실제로 남성이 여성을 감염시킨 경우는 61%인데 비해, 여성이 남성을 감염시킨 경우는 1% 미만으로 나타났다.
마지막 경로는 수혈을 통한 전염으로, 한 연구에는 감염률을 44~63%까지 추정하기도 했다. 오염된 주삿바늘을 공유함으로써 발생하기도 한다. 모유 검사, 콘돔 사용, 기증자 혈액 검사 등을 통해 전염률을 효과적으로 낮출 수 있다. 지역마다 각 경로의 비율이 다르게 나타난다. 실제로 카리브해에서는 성적 전염이 가장 흔한 반면, 일본에서는 모유로 인한 전염이 가장 흔하다. 관계가 별로 없는 부부 사이에서는 매년 100명중 약 0.9명만 전염된다.